# Palais de Saint Julien (Lorca)
Le Palais de San Julien (en espagnol : El Palacio de los Condes de San Julián c'est-à-dire « Palais des comtes de Saint Julien ») est un palais situé dans la ville de Lorca, en Espagne, dont les origines remontent au XVIIe siècle, bien que son apparence ait été transformée par les modifications apportées au XVIIIe et au début du XXe siècle.

## Histoire
Le bâtiment fut édifié par les Perez de Meca, une des familles nobles les plus influentes au XVIIe siècle.
Au cours des siècles, la famille a occupé des postes importants au sein du Conseil de Lorca. Au milieu du XIXe siècle, lors de la remise au propriétaire Don Antonio Pérez de Meca du titre de comte de San Julian, le bâtiment est devenu connu sous le nom Palacio de los Condes de San Julián.
Une partie importante des jardins du palais est aujourd'hui une propriété publique.

## Source
- (es) Cet article est partiellement ou en totalité issu de l’article de Wikipédia en espagnol intitulé « Palacio de los Condes de San Julián » (voir la liste des auteurs).